# 申犀
申犀（?—?），芈姓，名犀。申舟的儿子，春秋時期楚國人物。
前595年，申舟把儿子申犀引见给楚庄王后离国出使齐国，到达宋国没有像宋国借道，宋国人于是就杀了申舟。秋季九月，楚庄王发兵攻打宋国，前594年夏季五月，楚军准备离开宋国，申犀在楚庄王马前叩头说：“我父无畏知道死也不敢废弃君王的命令，君王却食言了。”楚庄王不能回答。宋国派华元在夜里进入楚军营，登上子反的床，和楚国讲和。